# لالة لعروسة (برنامج)
لالة لعروسة هو برنامج مسابقات سنوي مغربي، من إنتاج الشركة الوطنية للإذاعة والتلفزة يثم بثه على القناة الأولى. يتضمن كل برايم مجموعة من الملخصات والمسابقات والتحديات المختلفة. وتتلخص فكرة البرنامج في إشراك أزواج حديثي الزواج من أجل الفوز بمنزل أحلامهم في مدينتهم وحفل زفاف يتم تنظيمه في مدينة مراكش وقضاء شهر العسل في إحدى البلدان السياحية، ومن لم يحالفهم الحظ فيفوزون أيضا بشيكات ولوازم وتجهيزات منزلية. عرض البرنامج لأول مرة عام 2006 ثم تلاه عدة مواسم على مدى كل من سنوات 2007، 2008، 2009، 2010،2011، 2012، 2014، 2015، 2016، 2017، 2018.
في النسخة الأولى قدم البرنامج الممثلين نجاة الوافي وعبد الله ديدان أما من تقدمه الآن فهي دنيا بوطازوت وفضيلة بن موسى.

## قواعد اللعبة
العديد من الأزواج من مناطق مختلفة من المغرب تم اختيارهم للمشاركة في البرنامج. بعدها، الأزواج يصلون إلى الدار البيضاء استعدادا للمنافسة.
الأزواج يتم اختيارهم وفقا للنقاط التي تم الحصول عليها خلال اختبارات متعددة. تهدف إلى قياس درجة من المعرفة المتبادلة بين الزوجين، وقدرتهم على العيش معا. بعد سبع برايمات من المنافسة يتم منح لقب لالة لعروسة لمشاركة وحيدة رفقة زوجها، بينما باقي المشاركين ينسحب واحد منهم في كل برايم.
تقام ليلة الزفاف غالبا في مدينة مراكش، في حفل أسطوري مع حضور نجوم الموسيقى المغربية والعربية كذلك.

## المقدمين
- 2006: نجاة الوافي وعبد الله ديدان
- 2007: رشيد الوالي
- 2008: رشيد الوالي
- 2009: خديجة أسد وعزيز سعد الله
- 2010: فاتن اليوسفي، ابتسام كتيبي ويونس بالعسري
- 2011: فاطمة خير
- 2012: فاطمة خير وسعد التسولي
- 2014: فاطمة خير
- 2015: فاطمة خير وعبد الصمد مفتاح الخير
- 2016: فاطمة خير وعبد الصمد مفتاح الخير
- 2017: فاطمة خير وعبد الصمد مفتاح الخير
- 2018:صفاء حبيركو ودنيا بوطازوت
- 2019:صفاء حبيركو ودنيا بوطازوت

## الفائزون
- موسم 2006 : بشرى وكريم من مدينة العرائش.
- موسم 2007 : فاطمة الزهرة ونعيم من مدينة الصويرة.
- موسم 2008 : كوثر ورضوان من مدينة العيون.
- موسم 2009 : وداد وياسين من مدينة مراكش.
- موسم 2010 : وداد وسلطان من مدينة مكناس.
- موسم 2011 : أسماء وأنور من مدينة زاكورة.
- موسم 2012 : خديجة وزكرياء من مدينة أكادير.
- موسم 2014 : انصاف وياسين من مدينة طنجة.
- موسم 2015 : عزيزة ومروان من مدينة الدار البيضاء.
- موسم 2016 : حسناء وأيوب من مدينة الجديدة [1]
- موسم 2017 : منعم ونسرين من مدينة طانطان
- موسم 2018 : كوثر وعبد الرحمان من مدينة طنجة
- موسم 2019 : محمد وهاجر من مراكش

## المشاركين

### الموسم 1
- كريم وبشرى من العرائش
- فاروق وحياة من الرباط
- لحسن ووفاء من تمارة
- حمدي ولبنى من المحمدية
- فاطمة وداني من الرشيدية

### الموسم 2
- عبد العالي وفاطمة فاس
- نعيم وفاطمة من الصويرة
- محسن وسميرة من سلا
- محمد وفاطمة الزهراء من خنيفرة
- شاكر وكريمة من مكناس
- جواد وفدوى من وجدة
- رشيد وبشرى من الدار البيضاء

### الموسم 3
- رشيد وحياة من ميدلت
- سعيد ومريم من مراكش
- رضوان وكوثر من العيون
- ربيعي ونورا من الدار البيضاء
- خالد وفاطمة من تطوان
- فريد ولمياء من الرباط
- أحمد وسميرة من إنزكان

### الموسم 4
- أمين وغزلان من الصال
- حسن ويامنة عين لوح
- نور الدين ومريم من فاس
- أمين وصفى من خريبكة
- سمير وفاطمة من أرفود
- وداد وياسين مراكش
- محمد رضا وعزيزة من طنجة

### الموسم 5
- حنان وهشام من صفرو
- أمينة وإدريس من تيفلت
- فاطمة وخالد من شفشاون
- منى وأحمد من آسفي
- وداد وسلطان من مكناس
- غزلان وإسماعيل من ورزازات

### الموسم 6
- جهاد ومحمد من ألمانيا
- أسماء وإبراهيم من تارودانت
- أسماء ومحمد من إسبانيا
- أسماء وأنور من زاكورة
- وفاء ويحيى من طنجة
- نجلى ومحمد من أزرو
- نجاة ونور الدين من مكناس

### الموسم 7
- شيماء وأنور طنجة
- فؤاد وأسماء من مكناس
- خديجة وزكرياء من أغادير
- لبنى وفؤاد من خريبكة
- وداد وفؤاد من مراكش
- فاطمة الزهراء وبدر من العرائش
- خديجة وعماد من الدار البيضاء

### الموسم 9
- عزيزة ومروان من الدار البيضاء
- خولة وشرف من مراكش
- أمل وسمير من أغادير
- إحسان ومحمد من خريبكة
- فاطمة وعدنان من سيدي رحال
- مريم وأحمد من ميسور
- سلوى ومحمد من أزرو

### الموسم 10
- حنان وأيوب من الجديدة
- خديجة ورضوان من بني ملال
- سارة وخالد من تطوان
- سكينة وعبد الخليل من قلعة السراغنة
- زينب ومحمد من إيطاليا
- جليلة وجواد من وزان
- صفاء ومحمد مكناس

### الموسم 11
- أنور وحورية من ورزازات
- خليل ونسرين من الخميسات
- حميد ورقية من الرباط
- زياد وآية من مراكش
- جميلة وعبد الحفيظ من فاس
- سهيب ومنال من مدينة طنجة
- منعم ونسرين من مدينة طانطان

### الموسم 12
- كريمة ولحسن من الكارة
- ريحانة وفؤاد من الدارالبيضاء
- محسن وإيمان من ألمانيا
- سلمى وأيوب من مراكش
- نبيل ونبيلة من قنيطرة
- كوثر وعبد الرحمان من طنجة
- محمد جاد وفاطمة الزهراء من تاونات

### الموسم 13
- ياسين وآسية من كندا
- كوثر ومهدي من إيطاليا
- ليلى وانس من أكادير

1. ↑  الفائزون في لالة لعروسة على مدى 10 سنوات اطلع عليه في 29 مايو 2016 نسخة محفوظة 15 ديسمبر 2019 على موقع واي باك مشين.

## وصلات خارجية
- الموقع الرسمي للبرنامج